# Đoàn Duy Khương
Đoàn Duy Khương (sinh năm 1960) là Trung tướng Công an nhân dân Việt Nam, nguyên Ủy viên Ban Thường vụ Thành ủy Hà Nội, nguyên Giám đốc Công an thành phố Hà Nội, nguyên trợ lý của cố Ủy viên Bộ Chính trị, cố Bộ trưởng Bộ Công an Trần Đại Quang.

## Thân thế sự nghiệp
Đoàn Duy Khương sinh năm 1960, quê quán ở thôn Biên Hòa, xã Nam Lợi, huyện Nam Trực, tỉnh Nam Định. Năm 1977, ông vào ngành công an và có 10 năm công tác tại công an cấp huyện, 10 năm công tác tại Công an tỉnh Nam Định và 15 năm công tác tại Bộ Công an, trong đó có 12 năm làm Thư ký, trợ lý cố Uỷ viên Bộ Chính trị, cố Đại tướng, Bộ trưởng Bộ Công an, Chủ tịch nước Trần Đại Quang.
Ngày 10 tháng 3 năm 2016, ông được bổ nhiệm làm Giám đốc Công an thành phố Hà Nội thay thiếu tướng Nguyễn Đức Chung (Đã bị khai trừ Đảng).
Ngày 29 tháng 1 năm 2019, tại Phủ Chủ tịch, Chủ tịch nước Nguyễn Phú Trọng đã trao Quyết định thăng cấp bậc hàm từ Thiếu tướng lên Trung tướng cho Giám đốc Công an thành phố Hà Nội Đoàn Duy Khương.
Trong nhiệm kì của ông, ông đã có công dẹp nhiều cuộc biểu tình diễn ra tại Hà Nội như vụ biểu tình chống Formosa năm 2016, vụ biểu tình phản đối Luật đặc khu kinh tế và Luật An ninh mạng năm 2018, giúp bảo vệ thành công Hội nghị APEC Việt Nam 2017, Hội nghị thượng đỉnh Mỹ - Triều Tiên tại Hà Nội năm 2019, dẹp vụ Tranh chấp đất đai tại Đồng Tâm năm 2020.
Từ ngày 1 tháng 8 năm 2020, ông nghỉ công tác chờ hưởng chế độ hưu trí. Kế nhiệm ông giữ chức Giám đốc Công an thành phố Hà Nội là Thiếu tướng Nguyễn Hải Trung, Phó chủ nhiệm thường trực Ủy ban Kiểm tra Đảng ủy Công an Trung ương (Tháng 1 năm 2021, Giám đốc CATP Hà Nội Nguyễn Hải Trung được thăng cấp bậc Trung tướng).